# Padew Narodowa (gromada)
Padew Narodowa – dawna gromada, czyli najmniejsza jednostka podziału terytorialnego Polskiej Rzeczypospolitej Ludowej w latach 1954–1972.
Gromady, z gromadzkimi radami narodowymi (GRN) jako organami władzy najniższego stopnia na wsi, funkcjonowały od reformy reorganizującej administrację wiejską przeprowadzonej jesienią 1954 do momentu ich zniesienia z dniem 1 stycznia 1973, tym samym wypierając organizację gminną w latach 1954–1972.
Gromadę Padew Narodowa z siedzibą GRN w Padwi Narodowej utworzono – jako jedną z 8759 gromad na obszarze Polski – w powiecie mieleckim w woj. rzeszowskim na mocy uchwały nr 28/54 WRN w Rzeszowie z dnia 5 października 1954. W skład jednostki weszły obszary dotychczasowych gromad Padew Narodowa, Kębłów i Pierzchne ze zniesionej gminy Borowa w tymże powiecie. Dla gromady ustalono 24 członków gromadzkiej rady narodowej.
30 czerwca 1960 do gromady Padew Narodowa włączono obszar zniesionej gromady Piechoty w tymże powiecie.
31 grudnia 1961 do gromady Padew Narodowa włączono obszar zniesionej gromady Domacyny w tymże powiecie.
Gromada przetrwała do końca 1972 roku, czyli do kolejnej reformy gminnej. 1 stycznia 1973 w powiecie mieleckim reaktywowano gminę Padew Narodowa.